# Paul Crossley (historiador da arte)
Paul Crossley, FBA (c. 1945 - 11 de dezembro de 2019) foi professor de história da arte no Instituto de Arte Courtauld, Universidade de Londres.  Ele foi eleito membro da Academia Britânica em 2016. Ele era um especialista em arquitetura da Europa Central medieval. 

Ele morreu em 11 de dezembro de 2019 aos 74 anos. 